# Ambohimisafy
Ambohimisafy is een plaats en gemeente in Madagaskar gelegen in het district Ikongo van de regio Vatovavy-Fitovinany. Er woonden bij de volkstelling in 2001 ongeveer 26.000 mensen.
In de plaats is basisonderwijs en voortgezet onderwijs voor jonge kinderen beschikbaar. 90% van de bevolking is landbouwer. Het belangrijkste gewas is koffie en rijst, maar er wordt ook mais en cassave verbouwd. 10% van de bevolking is werkzaam in de dienstensector.